# Deutsche Herzstiftung

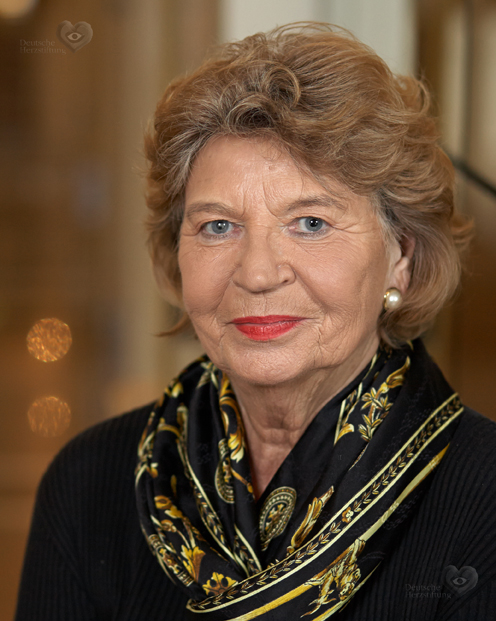
Barbara Genscher, Schirmherrin der Deutschen Herzstiftung seit 1987

Die Deutsche Herzstiftung e. V. ist eine Patientenorganisation auf dem Gebiet der Herz-Kreislauf-Krankheiten. Der Verein mit Sitz in Frankfurt am Main wurde im Jahr 1979 von Kardiologen gegründet; er hat 107.600 Mitglieder (Stand Ende 2020). Schirmherrin der Deutschen Herzstiftung ist seit 1987 Barbara Genscher. Langfristiges Ziel der Organisation ist es, das Auftreten von Herz-Kreislauf-Erkrankungen in Deutschland deutlich zu reduzieren und die Lebensqualität von Herzpatienten zu verbessern.

## Publikationen
Das Herzstiftungs-Medium mit der größten Reichweite (über 360.000 Abonnenten) ist der Patienten-Newsletter. Darüber hinaus gibt die Herzstiftung viermal im Jahr die Zeitschrift „Herz heute“ in einer Auflage von 160.000 Exemplaren und das „herzblatt“, die Zeitschrift zu angeborenen Herzfehlern, in einer Auflage von 5.000 Exemplaren heraus. Seit 2012 fungiert die Herzstiftung auch als Herausgeber des Deutschen Herzberichts, in der Nachfolge des bis 2011 von Ernst Bruckenberger herausgegebenen Herzberichts.

## Arbeitsschwerpunkte
Die Organisation engagiert sich dafür, eine breite Öffentlichkeit über einen gesunden Lebensstil, die Möglichkeiten der Krankheitsvorbeugung sowie -behandlung aufzuklären, sie informiert über neue Entwicklungen in der Herz-Kreislauf-Medizin und unterstützt Selbsthilfegruppen. Ein weiterer Arbeitsschwerpunkt ist die Förderung der Herz-Kreislaufforschung in Verbindung mit der Deutschen Stiftung für Herzforschung. Diese entstand im Jahr 1988 als Tochterorganisation der Deutschen Herzstiftung. Für die Prävention von Herz-Kreislauf-Krankheiten und der Rehabilitation erwachsener Erkrankter setzt sich die Deutsche Herzstiftung mit ihrer Kinderherzstiftung für Kinder mit angeborenem Herzfehler und deren Eltern ein.

## Organisation
Der Vorstand hat gegenwärtig neun Mitglieder, Vorsitzender ist seit Oktober 2021 der Kardiologe Thomas Voigtländer. Alle Vorstände sind ausschließlich ehrenamtlich tätig.
Der Verein verfügt seit 1980 über einen Wissenschaftlichen Beirat mit mehr als 500 Mitgliedern (Stand: Februar 2021), dem zahlreiche Kliniker und Wissenschaftler aus den Bereichen Kardiologie, Herzchirurgie und Kinderkardiologie in Deutschland angehören.
Der Verein arbeitet eng zusammen mit der Deutschen Gesellschaft für Kardiologie – Herz- und Kreislaufforschung, der Deutschen Gesellschaft für Thorax-, Herz- und Gefäßchirurgie, der Deutschen Gesellschaft für Pädiatrische Kardiologie und dem Bundesverband Niedergelassener Kardiologen. Er ist zudem die offizielle Vertretung Deutschlands im European Heart Network, der Dachorganisation der europäischen Herzstiftungen, und Mitglied in der World Heart Federation, der internationalen Gemeinschaft kardiologischer Fachgesellschaften und Herzstiftungen.

## Projekte und Aktivitäten
Der Verein hat in der Vergangenheit mehrere bundesweite Aufklärungsaktionen gestartet, beispielsweise den Herzmonat „Herzklappenerkrankungen und Gerinnungshemmung“ oder die Herzwoche „Bei Verdacht auf Herzinfarkt: sofort 112“. Zudem beteiligt er sich bei der Deutschen Allianz Nichtübertragbare Krankheiten (DANK).
Jährlich rund 2.500 Anfragen werden vom Informationsdienst bei der schriftlichen Sprechstunde beantwortet. Daneben findet einmal im Monat eine Telefonsprechstunde statt, die 2020 von mehr als 1.000 Anrufern genutzt wurde. Die Antworten für Mitglieder werden von Herzspezialisten und Herzchirurgen gegeben. Die Herzstiftung veranstaltet zusätzlich Herzseminare, Vorträge und Gesundheitstage. Bei der Kinderherzstiftung liegt der Hauptschwerpunkt auf Arzt-Eltern-Seminaren, Sportprojekten und einem Informationsdienst. Zur Verhinderung von Herzkrankheiten existieren Präventionsprojekte, wie das Seilspringprojekt „Skipping Hearts“ in Grundschulen, die Nichtraucherförderung oder Mittelmeerküche in der Betriebs- und Großküchenverpflegung.
Im Bereich der Forschungsförderung werden Jahresstipendien an Nachwuchs-Wissenschaftler vergeben, der Wilhelm P. Winterstein-Preis verliehen und Projekte gefördert, wie etwa das Deutsche Aortenklappenregister (GARY), in dem operative und kathetergestützte Eingriffe zum Aortenklappen-Ersatz erfasst und analysiert werden, um die Patientensicherheit und die Behandlungsqualität zu sichern. Weitere Forschungsförderung findet in Verbindung der Deutschen Stiftung für Herzforschung statt. Im Jahr 2022 wurden Forschungsprojekte auf dem Gebiet der Herz-Kreislauf-Erkrankungen mit insgesamt € 5,13  Mio. gefördert.
Im Verlauf der COVID-19-Pandemie in Deutschland hat die Herzstiftung engmaschig eine Reihe von Orientierungen zu COVID-19/Coronavirus-assoziierten Themen für Herz-Kreislauf-Patienten herausgegeben, darunter auch eine Warnung vor einer voreiligen Einnahme von Chloroquin und/oder Azithromycin, die von einem französischen Forscher und U.S.-Präsident Trump als COVID-19-Therapie ins Gespräch gebracht wurden, wegen des Risikos gefährlicher Herzrhythmusstörungen. Aufgrund der Sorge, dass während der Corona-Pandemie selbst bei kardiovaskulären Notfällen seltener die 112 gewählt wird, hat die Herzstiftung darauf hingewiesen, dass man bei Verdacht auf einen Herzinfarkt oder andere Herznotfälle auch jetzt nicht zögern sollte, sondern sofort den Notruf unter 112 abzusetzen. Außerdem wurde ein an die COVID-19-Situation angepasstes Schema zur Wiederbelebung der Herz-Kreislauf-Stillstand durch Laien veröffentlicht, zusammen mit der Aufforderung die oft lebensrettende Herzdruckmassage nicht zu scheuen.
COVID-19 war auch ein Thema der Herzwochen 2020 (1. bis 30. November). Um drängende Fragen von Herz-Kreislauf-Patienten während der Corona-Pandemie zu beantworten, hatte die Herzstiftung eine Video-Sprechstunde mit den Kardiologen Thomas Meinertz (Hamburg) und Thomas Voigtländer (Frankfurt) veranstaltet, deren Aufzeichnung weiterhin abrufbar ist.
Im April 2020 wurden Sonder-Fördermittel in Höhe von 1 Million Euro für patientennahe Projekte zur Erforschung der Zusammenhänge von COVID-19 und Herz-Kreislauf-Erkrankungen zur Verfügung gestellt, die in einem beschleunigten Verfahren vergeben werden sollen.